# مفارقة تاريخية

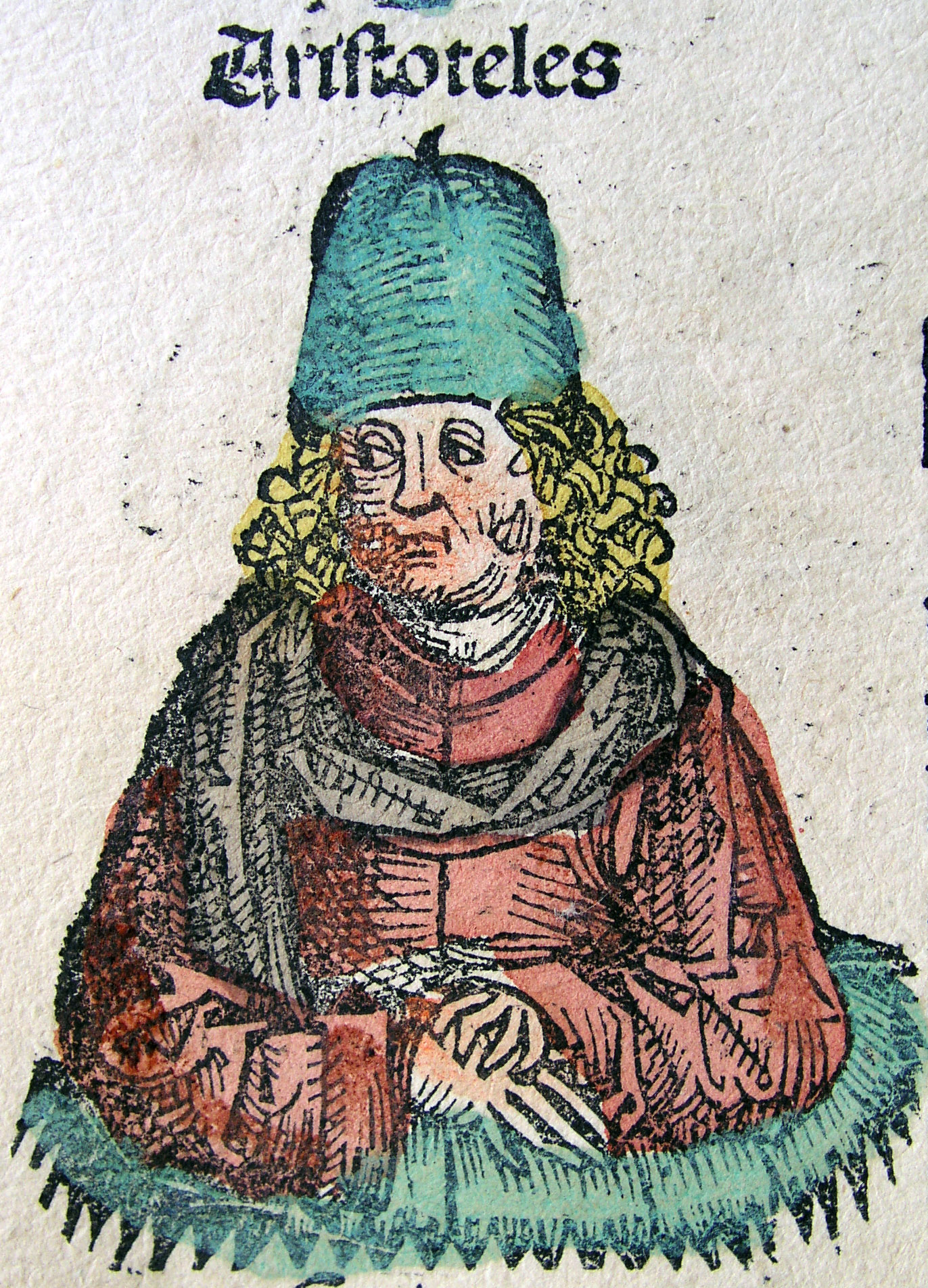
مثال على خلط العصر: رسم أرسطو الذي يعود للقرن 4 ق م في شكل شخص من القرن 15 م

المفارقة التاريخية هي نوع من الخلط عبر الوقت Anachronism من كلمتين باليونانية (باليونانية: ανά)‏ ضد و(باليونانية: χρόνος)‏وقت. مصطلح يشير لخلط أحداث أو أشياء أو أفكار عصر مع آخر بأن يوصف شخص بعبارة بعد عصره مثلا وكذلك يستخدم هذا المصطلح عند إنزال أحكام عصرنا الحالي على عصر أقدم أو العكس مثل أن يقال انه في العصور الوسطى انتشر الطاعون رغم وجود العلاج والمفارقة هنا أنه في العصور الوسطى لم يكن هناك علاج للطاعون. من أمثلته ذكر البطاطس والطماطم والتي كانت معروفة في الأمريكيتين فقط، على أنها موجودة في بقية أنحاء العالم قبل 1492.

## أنواع

### مفارقة تاريخية ثقافية وسلوكية
قد يُنظر إلى الاستخدام المتعمد لكل ما يتعلق بأشياء ثقافية قديمة على أنه أمر قديم عفا عليه الزمن، فمثلًا يعتبر أي شخص معاصر يرتدي قبعة كلاسيكية كبيرة أو يكتب بريشة أو يتحدث باللاتينية، على أنه يمارس سلوكيات قديمة.

## مفارقة تاريخية ذات دوافع سياسية
قد تستخدم الأعمال الفنية والأدبية التي تروج لقضية سياسية أو قومية أو ثورية مفارقة تاريخية لتصوير مؤسسة ما أو تقاليد معينة على أنها أقدم مما هي عليه في الواقع، أو بطريقة أخرى تحاول طمس الفروق بين الماضي والحاضر بشكل متعمد، فمثلًا صور الرسام الروماني قسطنطين ليكا في القرن التاسع عشر اتفاقية السلام بين إيوان بوغدان فوييفود ورادو فوييفود (اثنان من قادة رومانيا في القرن السادس عشر) مع أعلام مولدافيا (زرقاء وحمراء) ولاتفيا (صفراء وزرقاء) في خلفية الصورة، في حين يعود تاريخ هذه الأعلام إلى ثلاثينيات القرن التاسع عشر فقط، هذه المفارقة التاريخية تعزز شرعية توحيد مولدافيا ولاتفيا ضمن مملكة رومانيا في الوقت الذي رسمت فيه اللوحة، ومن الأمثلة الأخرى لوحة رسمها الفنان الروسي فاسيلي فيريشاغين، بعنوان قمع الثورة الهندية (رُسمت حوالي 1884)، تصور هذه اللوحة التمرد الهندي عام 1857، عندما أُعدم المتمردون رميًا بالرصاص، من أجل تقديم تصور مفاده أنَّ أسلوب الإعدام هذا سيستخدم مرة أخرى من قبل البريطانيين إذا اندلع تمرد آخر في الهند، لكن فيريشاغين رسم الجنود البريطانيين الذين ينفذون عمليات الإعدام وهم بزي وبنادق تعود لأواخر القرن التاسع عشر.

## الفن والأدب

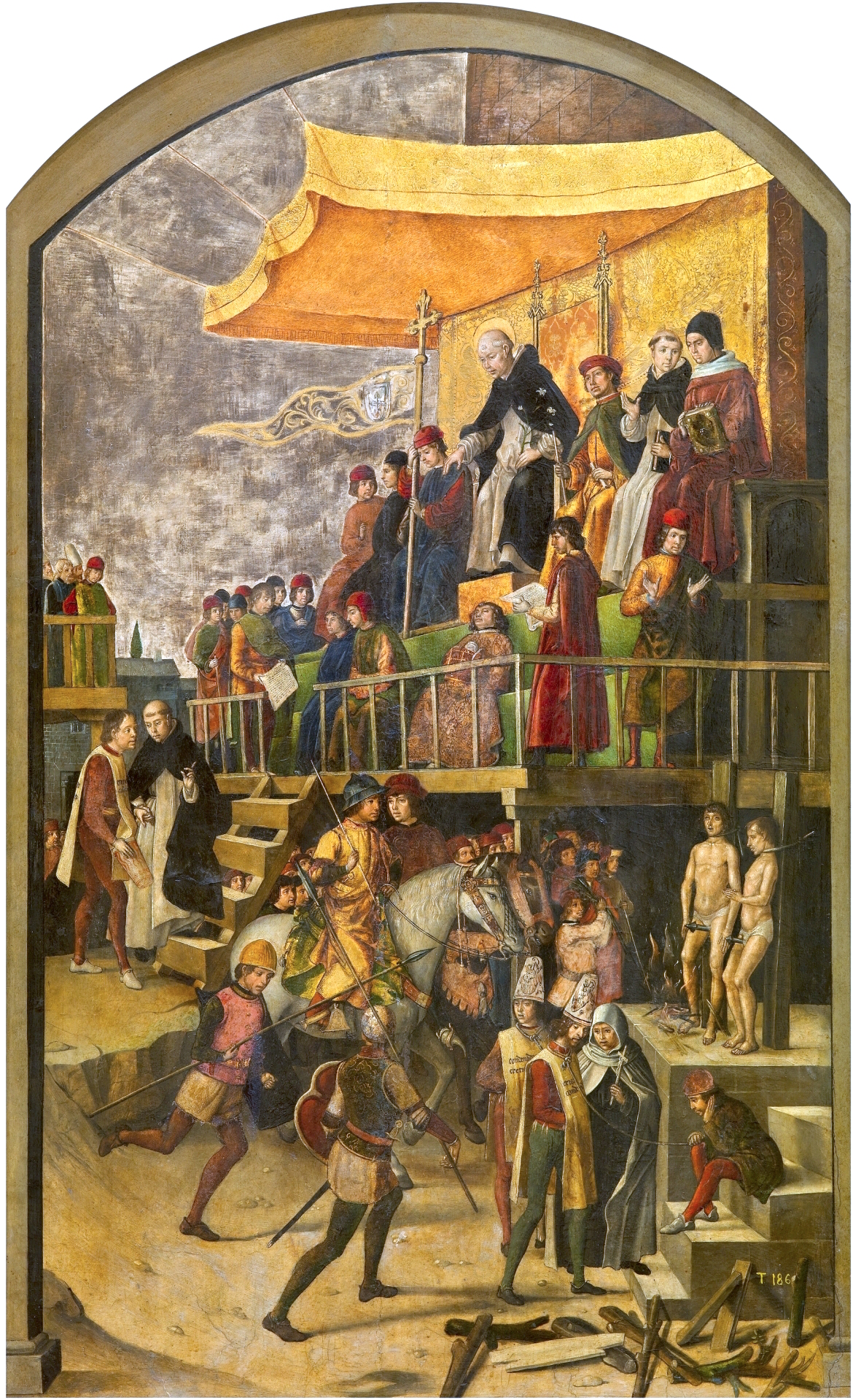
صلاة جماعية يرأسها القديس دومينيك. من خزانة ملابس كنيسة سانتو توماس في أفيلا

تستخدم المفارقة التاريخية بشكل خاص في أعمال الخيال التي تستند إلى أساس تاريخي، وقد تهدف هذه المفارقات التاريخية لأمور عديدة منها: تجاهل نمط الحياة والأفكار المختلفة التي تميز فترات أو عصور مختلفة، أو تُظهر جهلًا في تقديم الفنون والعلوم وغيرها من حقائق التاريخ، وتتراوح هذه المفارقات التاريخية من تناقضات صارخة وواضحة إلى تحريف بسيط غير مقصود للتاريخ. قد تكون المفارقات التاريخية غير مقصودة وناتجة عن الجهل بحقائق التاريخ أو قد تكون اختيارًا مقصودًا تجميليًا لأحداث التاريخ.
برَّر السير والتر سكوت استخدام المفارقة التاريخية في الأدب التاريخي بقوله: من الضروري عند كتابة أحداث التاريخ أن نترجم الموضوع المفترض إلى لغة العصر الذي نعيش فيه. أما أنتوني غرافتون فقد أكد أنه لا شيء يصبح أمرًا عفا عليه الزمن مثل تقديم رؤية لفترة تاريخية قديمة.
لقد أدت المفارقات التاريخية منذ بداية القرن التاسع عشر إلى إثارة جدل واسع لدى الرأي العام. كتب سي إس لويس: إن جميع روايات العصور الوسطى عن الماضي، تفتقر إلى الإحساس بروح تلك الفترة، ما جعل الناس الذين يعيشون في العصور الوسطى يتصورون أحداث الماضي وكأنها تحدث في أيامهم، وقد يكون ذلك مبررًا لأن ظروف الحياة العامة في العصور الوسطى لا تختلف بشكل كبير عن ظروف الحياة في العالم القديم، لكن ذلك لم يعد ممكنًا في العصر الحديث مع الاختلافات الجوهرية في نمط الحياة.
تكثر المفارقات التاريخية في أعمال رافائيل وشكسبير، وفي أعمال الرسامين والكتاب المسرحيين الأقل شهرة. تقترح كارول مايرز أنه يمكن استخدام المفارقات التاريخية في النصوص القديمة لفهم القصص بشكل أفضل من خلال طرح السؤال عما تمثله المفارقة التاريخية، إذ يمكن أن تصبح المفارقات التاريخية المتكررة والأخطاء التاريخية جزءًا مقبولًا من الثقافة الشعبية، مثل الاعتقاد الشائع أن الفيلق الروماني كان يرتدي الدروع الجلدية.